# Michal Nehoda
Michal Nehoda (* 14. listopadu 1976, Praha) je bývalý český fotbalista, útočník. Jeho otec je bývalý fotbalový reprezentant Zdeněk Nehoda a bratr je bývalý fotbalista David Nehoda.

## Fotbalová kariéra
V české lize hrál za FC Union Cheb, FK Viktoria Žižkov, FC Petra Drnovice, SK Dynamo České Budějovice a 1. FK Příbram. Nastoupil celkem ve 111ligových utkáních a dal 17 gólů. V zahraničí působil v nizozemském týmu De Graafschap a na Kypru v Ethnikos Achnas. V české druhé nejvyšší soutěži hrál za FK Chmel Blšany, FC Tescoma Zlín a SK Hanácká Slavia Kroměříž. Za reprezentaci do 21 let nastoupil v 6 utkáních a dal 3 góly.

## Ligová bilance
| Ročník                          | Zápasy | Góly | Klub                       |
| ------------------------------- | ------ | ---- | -------------------------- |
| 1. česká fotbalová liga 1994/95 | 3      | 0    | FC Union Cheb              |
| 1. česká fotbalová liga 1995/96 | 16     | 2    | FK Viktoria Žižkov         |
| 1. česká fotbalová liga 1996/97 | 8      | 0    | FK Viktoria Žižkov         |
| 1. česká fotbalová liga 1996/97 | 10     | 3    | FC Petra Drnovice          |
| Gambrinus liga 1997/98          | 27     | 4    | FC Petra Drnovice          |
| Gambrinus liga 1998/99          | 24     | 1    | FC Petra Drnovice          |
| Gambrinus liga 1999/00          | 6      | 1    | SK Dynamo České Budějovice |
| Eredivisie 1999/00              | 3      | 0    | De Graafschap              |
| Gambrinus liga 2000/01          | 23     | 0    | 1. FK Příbram              |
| Marfin Laiki Liga 2001/02       | 11     | 3    | Ethnikos Achnas            |
| CELKEM                          | 131    | 14   |                            |

## Soukromý život
Je také členem týmu Real TOP Praha, v jehož dresu se zúčastňuje charitativních zápasů a akcí.